# الین شپارد
الین الیزابت شپرد (زاده ۲ آوریل ۱۹۱۳ – درگذشته ۶ سپتامبر ۱۹۹۸) هنرپیشه تئاتر برادوی و سینما در دهه‌های ۱۹۳۰ و ۱۹۴۰ بود. او همچنین نویسنده کتاب The Doom Pussy (روایتی نیمه تخیلی از هوانوردی در جنگ ویتنام) بود. شپرد با جورج هارتمن ازدواج کرده بود.